# Ciochina
Ciochina is een Roemeense gemeente in het district Ialomița.
Ciochina telt 3390 inwoners.